# Альбертвілл (Алабама)
Альбертвілл (англ. Albertville) — місто (англ. city) в США, в окрузі Маршалл штату Алабама. Найбільший населений пункт цього округу. Населення — 22 386 осіб (2020).

## Історія

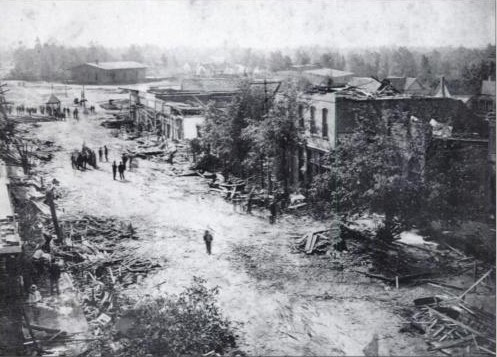
Альбертвілл після торнадо 1908 року

Альбертвілл, розташований в північно-східному куті штату Алабама, був названий іменем Томаса А. Альберта — одного з перших мешканців цієї області. Перші поселенці в Альбертвіллі з'явилися в 1850 році, але поселення не було офіційно зареєстровано до 18 лютого 1891 року.
Один з найстрашніших торнадо в історії штату Алабама знищив Альбертвілл 24 квітня 1908 року, але місто було відновлено і процвітало із зростанням залізниць та сільського господарства.

## Географія
Альбертвілл розташований за координатами 34°15′47″ пн. ш. 86°12′38″ зх. д. / 34.26306° пн. ш. 86.21056° зх. д. (34.263130, -86.210660).  За даними Бюро перепису населення США в 2010 році місто мало площу 69,04 км², з яких 68,78 км² — суходіл та 0,26 км² — водойми.

### Клімат
| Клімат : Альбертвілл  | Клімат : Альбертвілл | Клімат : Альбертвілл | Клімат : Альбертвілл | Клімат : Альбертвілл | Клімат : Альбертвілл | Клімат : Альбертвілл | Клімат : Альбертвілл | Клімат : Альбертвілл | Клімат : Альбертвілл | Клімат : Альбертвілл | Клімат : Альбертвілл | Клімат : Альбертвілл | Клімат : Альбертвілл |
| Показник              | Січ.                 | Лют.                 | Бер.                 | Квіт.                | Трав.                | Черв.                | Лип.                 | Серп.                | Вер.                 | Жовт.                | Лист.                | Груд.                | Рік                  |
| Середній максимум, °C | 10,7                 | 12,3                 | 16,8                 | 22,1                 | 26,4                 | 30,5                 | 31,5                 | 31,2                 | 28,6                 | 23,3                 | 16,2                 | 11,6                 | 21,8                 |
| Середній мінімум, °C  | 0,3                  | 0,9                  | 4,7                  | 9,3                  | 13,8                 | 17,7                 | 19,4                 | 18,9                 | 15,8                 | 9,8                  | 4,0                  | 1,0                  | 9,6                  |
| Норма опадів, мм      | 135                  | 127                  | 160                  | 117                  | 109                  | 89                   | 119                  | 91                   | 86                   | 74                   | 91                   | 130                  | 1331                 |
| --------------------- | -------------------- | -------------------- | -------------------- | -------------------- | -------------------- | -------------------- | -------------------- | -------------------- | -------------------- | -------------------- | -------------------- | -------------------- | -------------------- |
| Джерело: Weatherbase  |                      |                      |                      |                      |                      |                      |                      |                      |                      |                      |                      |                      |                      |

## Демографія

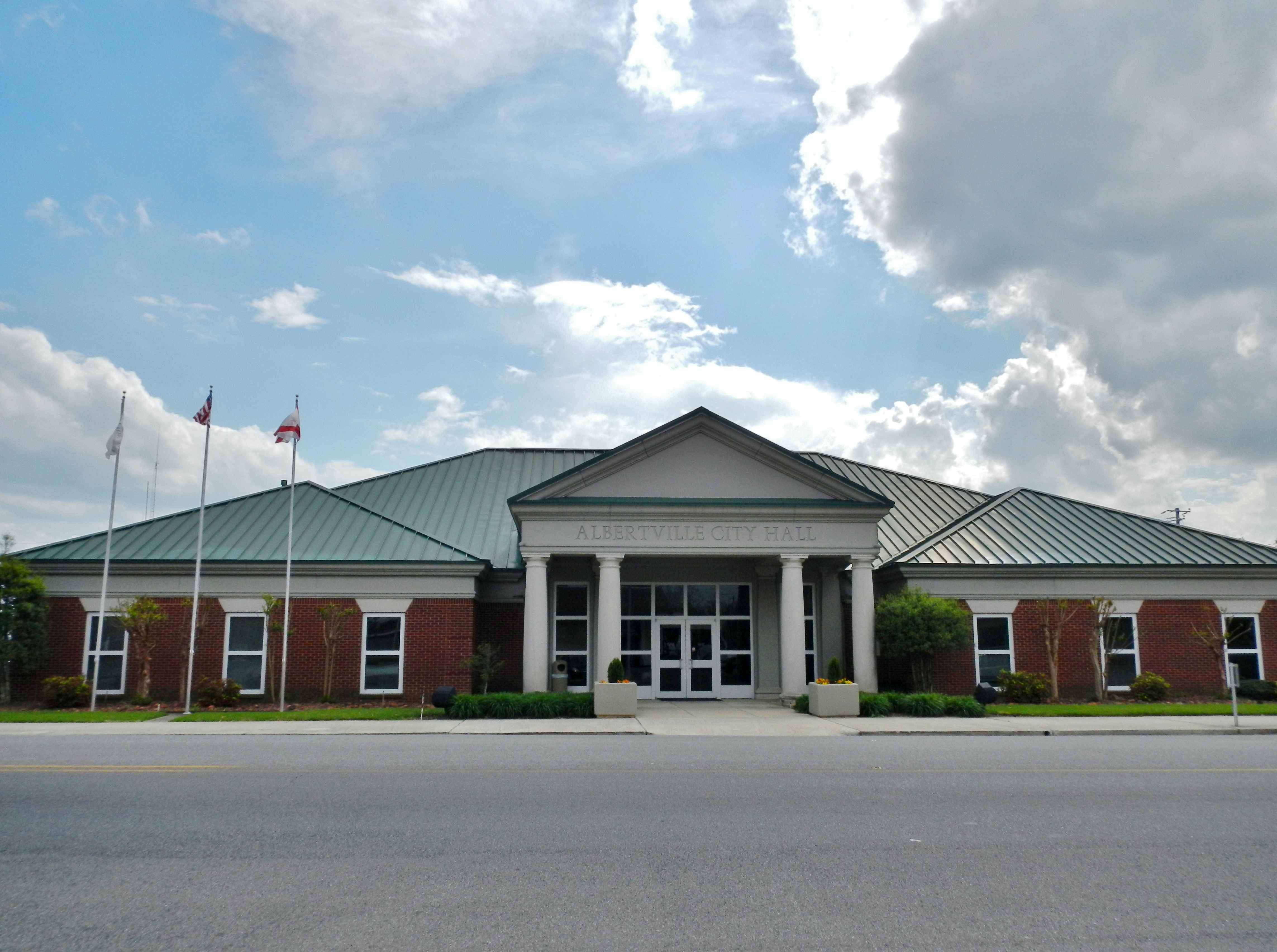
Мерія

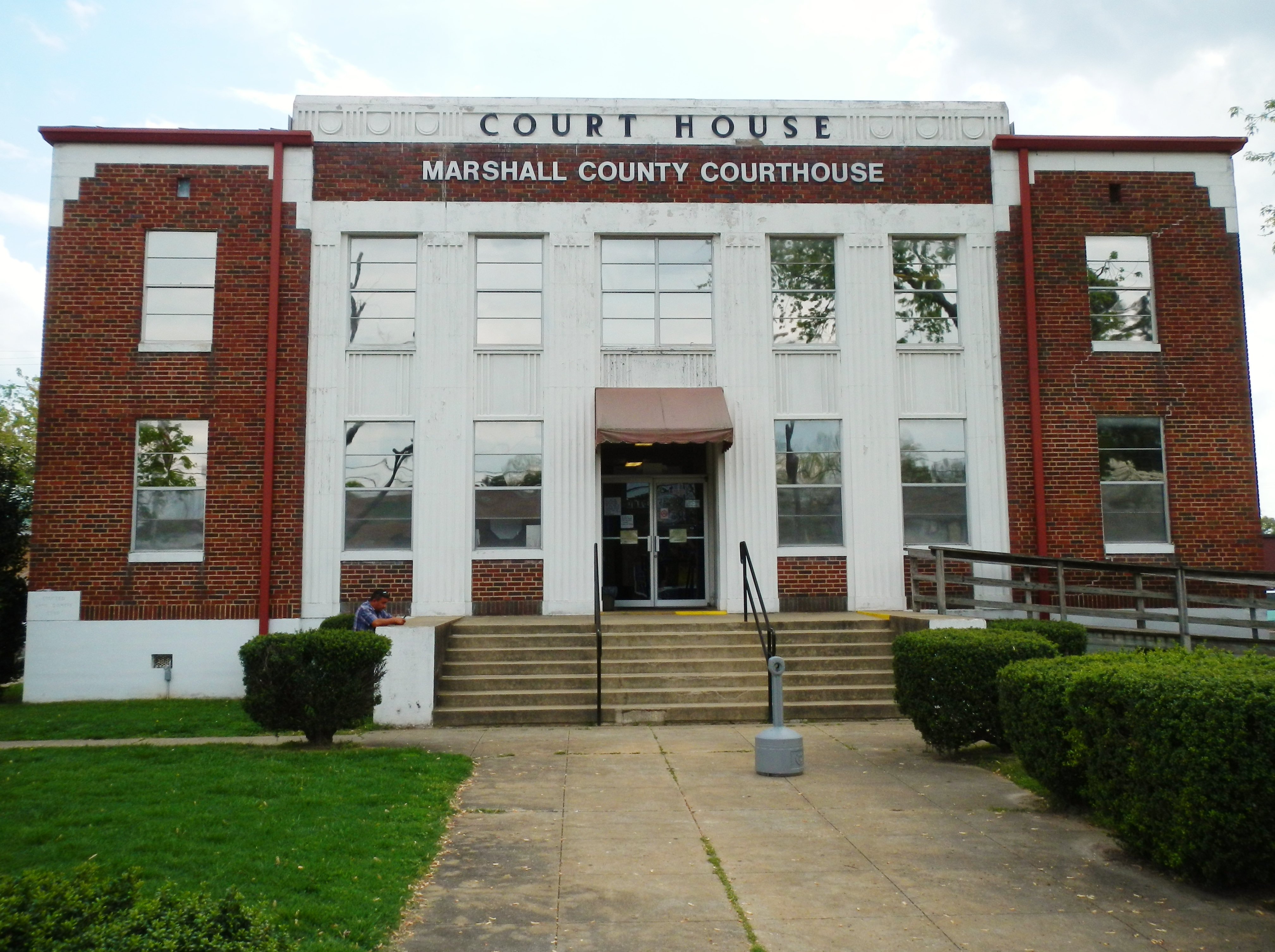
Окружний суд Маршалла в Альбертвіллі

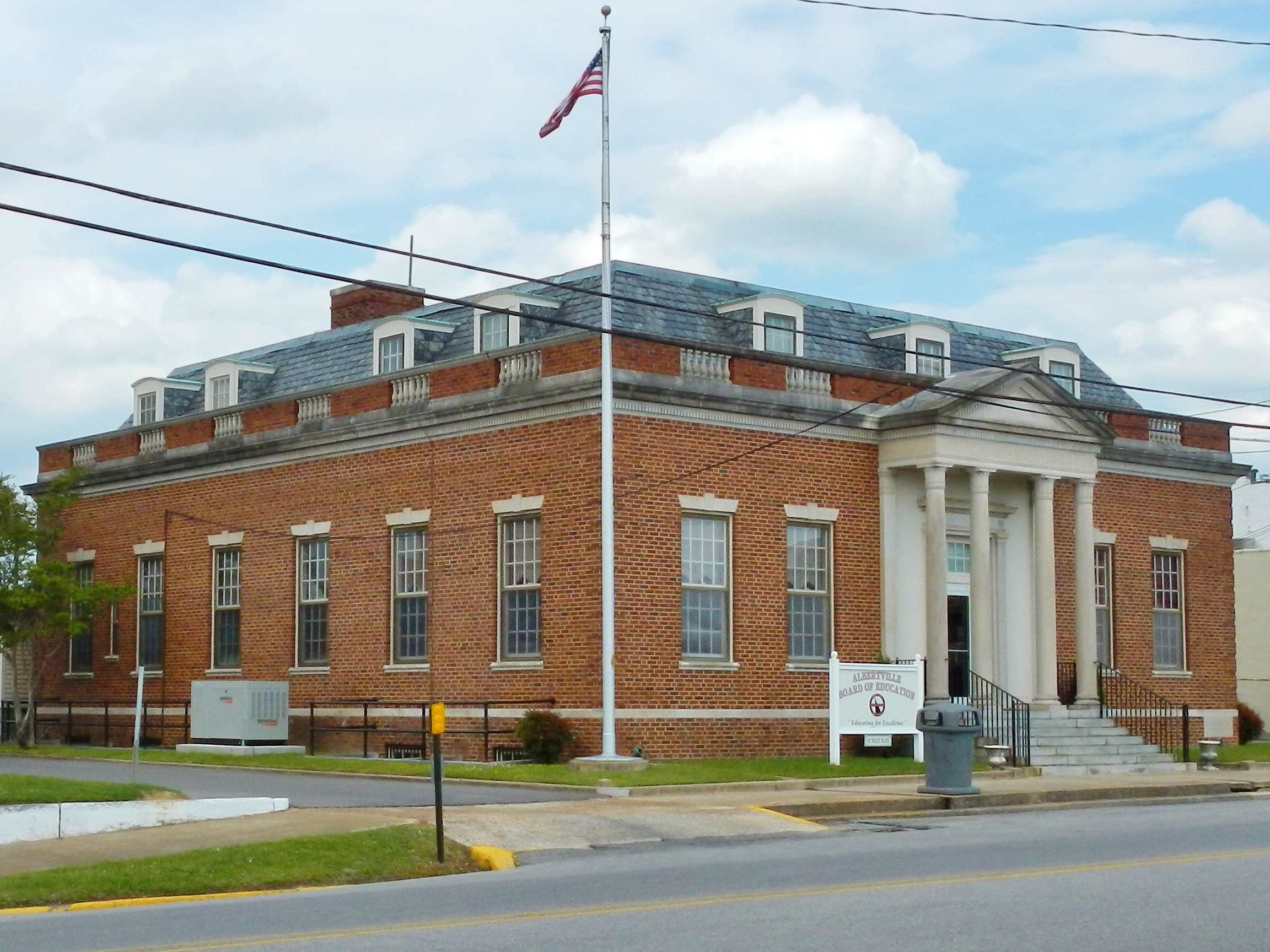
Поштове відділення в Альбервіллі (в даний час використовується Радою з освіти) було побудоване в 1931 році і внесено до Національного реєстру історичних місць 21 червня 1983 року.

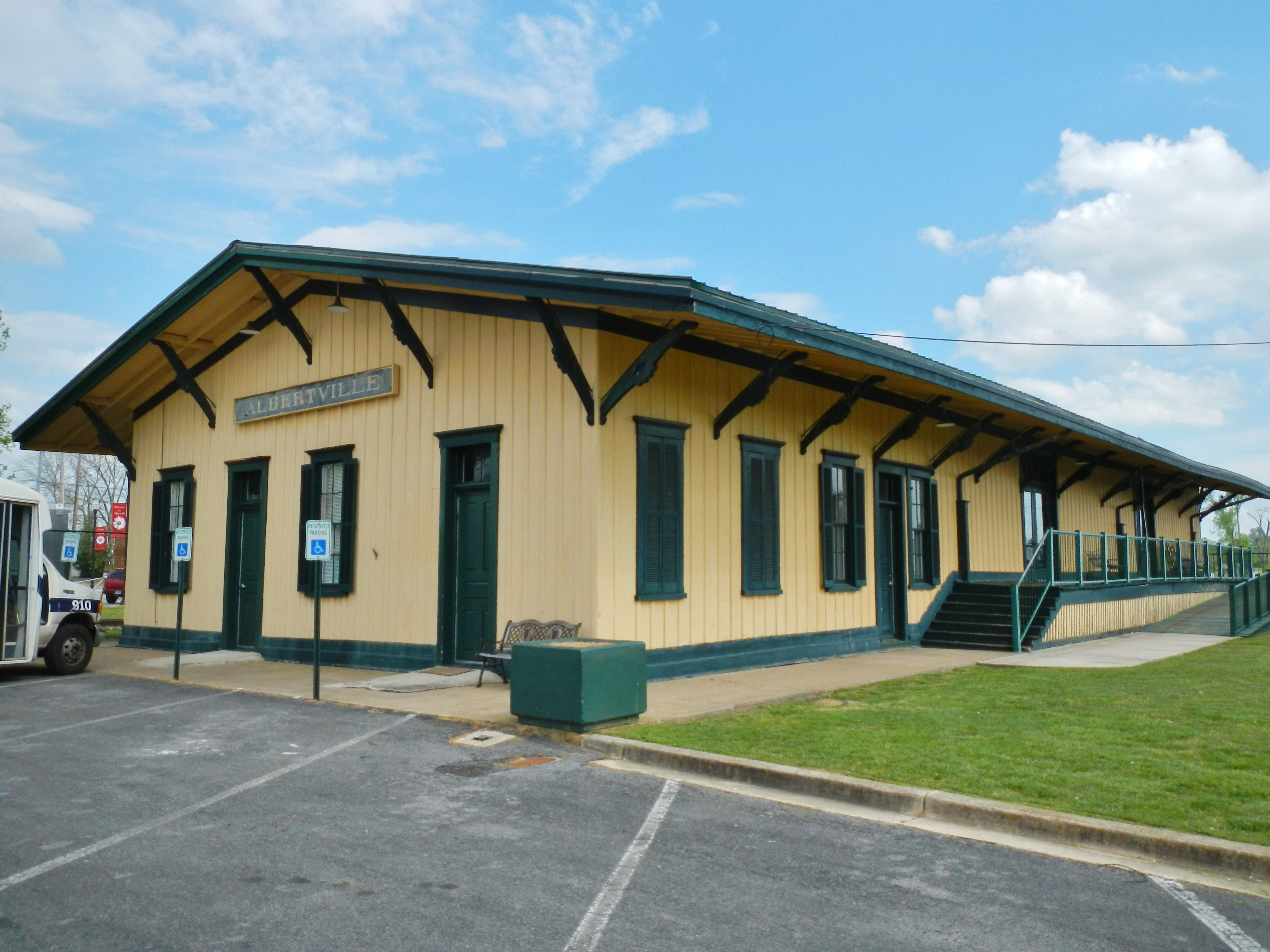
Альбервілльське залізничне депо було внесено до Національного реєстру історичних місць 20 лютого 1975 року.

Згідно з переписом 2010 року, у місті мешкало 21 160 осіб у 7497 домогосподарствах у складі 5270 родин. Густота населення становила 306 осіб/км².  Було 8128 помешкань (118/км²).
Расовий склад населення:
| - 75,9 % — білих - 1,9 % — чорних або афроамериканців - 0,8 % — корінних американців - 0,5 % — азіатів - 0,1 % — вихідців з тихоокеанських островів - 18,7 % — осіб інших рас |

До двох чи більше рас належало 2,1 %. Частка іспаномовних становила 27,9 % від усіх жителів.
За віковим діапазоном населення розподілялося таким чином: 28,2 % — особи молодші 18 років, 59,3 % — особи у віці 18—64 років, 12,5 % — особи у віці 65 років та старші. Медіана віку мешканця становила 32,3 року. На 100 осіб жіночої статі у місті припадало 97,2 чоловіків;  на 100 жінок у віці від 18 років та старших — 95,6 чоловіків також старших 18 років.
Середній дохід на одне домашнє господарство  становив 50 562 долари США (медіана — 32 911), а середній дохід на одну сім'ю — 58 270 доларів (медіана — 41 657). Медіана доходів становила 33 224 долари для чоловіків та 26 167 доларів для жінок. За межею бідності перебувало 26,7 % осіб, у тому числі 45,8 % дітей у віці до 18 років та 8,3 % осіб у віці 65 років та старших.
Цивільне працевлаштоване населення становило 8825 осіб. Основні галузі зайнятості: виробництво — 22,8 %, освіта, охорона здоров'я та соціальна допомога — 18,0 %, роздрібна торгівля — 12,9 %.